# Santa Tereza do Oeste
Santa Tereza do Oeste là một đô thị thuộc bang Paraná, Brasil. Đô thị này có diện tích 326,917 km², dân số năm 2007 là 9462 người, mật độ 28,6 người/km².